# European Computer Driving License

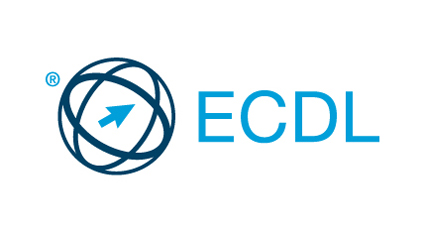
Logo de la Fundació ECDL

Acreditació Europea d'ús d'ordinador (o ECDL, les sigles de European Computer Driving License) es tracta d'un títol que es dona a aquelles persones que, mitjançant la superació d'unes proves teòriques (tipus test), demostren tenir coneixements bàsics però complets en informàtica a nivell d'usuari. Aquestes proves es poden fer a qualsevol dels centres homologats.
En països no europeus s'usa la denominació International Computer Driving Licence (ICDL).
Segons la fundació ECDL, s'hi han registrat com a candidats més de 14 milions de persones de 100 països diferents.